# Gare de Kōshienguchi
La gare de Kōshienguchi (甲子園口駅, Kōshienguchi-eki) est une gare ferroviaire localisée dans la ville de Nishinomiya, dans la préfecture de Hyōgo au Japon. La gare est exploitée par la compagnie JR West, sur la ligne principale Tōkaidō (ligne JR Kobe). L'utilisation de la carte ICOCA est valable dans cette gare.

## Disposition des quais
La gare de Kōshienguchi est une gare disposant de deux quais et de quatre voies.
| N° de voie | Ligne    | Direction                   |
| ---------- | -------- | --------------------------- |
| 1          | ▆JR Kôbe | Himeji/Sannomiya            |
| 2          | ▆JR Kôbe | Amagasaki/Ôsaka/Kitashinchi |
| 3          | ▆JR Kôbe | Amagasaki/Ôsaka/Kitashinchi |
| 4          | ▆JR Kôbe | Passage                     |

## Gares/Stations adjacentes
| JR West        |                               |                               |                               |                 |
| Direction Kôbe | Ligne Tōkaidō (Ligne JR Kôbe) | Ligne Tōkaidō (Ligne JR Kôbe) | Ligne Tōkaidō (Ligne JR Kôbe) | Direction Ôsaka |
| Pas de service |                               | Special Rapid Service 新快速  |                               | Pas de service  |
| Pas de service |                               | Rapid Service 快速            |                               | Pas de service  |
| Nishinomiya    |                               | Local 普通                    |                               | Tachibana       |